# 飛保村
飛保村（ひぼむら）は、愛知県葉栗郡にかつてあった村。
現在の江南市北西部、松竹町、後飛保町、前飛保町および藤ヶ丘（江南団地）の一部にあたる。

## 地理
葉栗郡東部に位置した。

## 歴史
江戸時代は尾張藩領。前飛保村には曼陀羅寺領があった。

### 行政区画の変遷
- 1889年（明治22年）10月1日 - 葉栗郡松竹村、後飛保村、前飛保村が合併して成立[1]。
- 1906年（明治39年）5月10日 - 飛保村は宮田村と合併して改めて宮田村が成立[2]。

## 神社・寺院
- 曼陀羅寺